# Убийство Зелимхана Бакаева
Исчезновение чеченского поп-певца Зелимхана Бакаева летом 2017 года в Грозном вызвало большой общественный резонанс в Чечне и мире. Несмотря на заявления СМИ о похищении молодого человека, власти республики долгое время отрицали факт его пропажи. В сентябре в интернете появилось видео с Бакаевым, где тот говорил о том, что переехал в Германию, однако журналисты быстро распознали в ролике фальсификацию. Зелимхан Бакаев стал жертвой развернутой властями Чечни кампании по преследованию гомосексуальных людей и был убит в начале — середине 2018 года.

## Биография
Зелимхан Хусаинович Бакаев (Зелим Бакаев) был российским популярным певцом чеченского происхождения. Он родился 23 апреля 1992 года в Грозном. Учился в школе в Москве. Потом семья вернулась в Чечню. С пяти лет занимался музыкой, всё детство танцевал под музыку Бритни Спирс и Майкла Джексона. Зелим Бакаев начал работать в Департаменте культуры мэрии Грозного, он был одним из солистов песенного ансамбля «Столица», выступал с концертами по всему Северному Кавказу. С 2012 года получил известность в Чечне исполнением песен на чеченском языке. Одна из них — «Мичахь хьо лела безам» («Где ты ходишь, любовь?») приобрела большую популярность.
Однако после увольнения из департамента по «непонятной причине» он переехал в Москву. Там он принимал участие в различных конкурсах, занимался вокалом, работал, стараясь помочь материально родственникам в Чечне. Семья не одобряла род деятельности Зелима Бакаева, поскольку это не приносило денег и не соответствовала национальным традициям. Певец выступал с концертами в Дагестане, Ингушетии и Москве. Его друзья рассказали, что Зелиму Бакаеву «запретили» выступать в Чечне из-за того, что «его музыка слишком отличалась от той, что понимают в Чечне».

## Исчезновение
6 августа 2017 года Зелим Бакаев приехал в Грозный, чтобы присутствовать на свадьбе младшей сестры. Вернуться в Москву он должен был 9 августа, поскольку 10 числа должен был принять участие в музыкальном конкурсе. Кроме того, как свидетельствует ряд знакомых Зелима Бакаева, некоторые близкие к чеченскому руководству люди пытались его выманить в Грозный. В частности, в августе один из них обещал ему устроить в Чечне встречу с продюсером, который якобы мог помочь ему с участием в конкурсе «Фабрики звёзд», на который записался певец.
8 августа Зелим Бакаев пропал. По неподтверждённым сведениям, он был похищен в центре города людьми в военной форме, которых близкие певца назвали бойцами СОБРа «Терек». Правозащитники связали похищение певца с неким высокопоставленным чиновником из администрации Кадырова, в частности, журналистами называлось имя депутата А. С. Делимханова. Ряд знакомых предположил, что причиной исчезновения мог быть конфликт в семье. 12 августа на телефон матери с номера Зелима Бакаева пришло сообщение о том, что ему «надо срочно в Канаду и обратно», но сам телефон более на звонки и сообщения не отвечал. При этом сообщение было послано с помощью программы WhatsApp, с которой, по словам матери Зелимхана Малики Бакаевой, Зелим писал очень редко. 17 августа, на следующий день после появления скандала в СМИ и местных сетях WhatsApp, власти Чечни в лице министра связи Д. В. Умарова отвергли причастность силовиков к исчезновению певца, при этом чиновник высказал уверенность, что он вскоре «даст о себе знать». Но уже 18 августа мать певца подала заявление о похищении сына, а 22 августа обратилась в совет по правам человека при главе республики Чечни.

## Последующие события
31 августа стартовала международная кампания по привлечению внимания к ситуации с Зелимом Бакаевым. Правозащитники возмутились бездействием полиции, которая не возбудила уголовного дела о похищении. 6 сентября следователю ГСУ СКФО Александру Кожеву, ведущему проверку по публикациям «Новой газеты» о массовых внесудебных расправах в Чечне, журналист «Новой газеты» предоставила сведения о Зелиме Бакаеве как о возможной жертве продолжающегося в республике преследования людей, подозреваемых в гомосексуальной ориентации. 15 сентября американская правозащитная организация Human Rights First призвала Госдепартамент США принять меры защиты в отношении Зелима Бакаева.
В сентябре чеченская полиция заявила, что на имя певца был куплен билет на поезд из Нальчика в Москву с прибытием 11 августа.
16 сентября мать певца публично обратилась за помощью в поисках сына к президенту Чечни Рамзану Кадырову. 18 сентября МВД Чечни отказало в возбуждении уголовного дела по факту исчезновения Зелима Бакаева.
21 сентября уполномоченный по правам человека в РФ Татьяна Москалькова посетила Чечню в связи с проверкой о преследовании гомосексуалов в республике. С этим визитом правозащитная организация «Мемориал» связала появление 24 сентября в Интернете якобы снятых певцом роликов. Два видео на Youtube появились на странице некоего Артема Лебедева, являясь единственным материалом на его странице. В них запечатлен Зелим Бакаев, который говорит о том, что он якобы переехал жить в Германию. Однако сразу по появлению видео знакомые Зелима Бакаева отметили совершенно неестественный характер движения и речи молодого человека, нетипичную для Зелима прическу, а также изможденный вид. Также найденные журналистами друзья певца (один из которых якобы снимает видео, а другому якобы оно адресовано) утверждали, что давно не общались с ним. При этом окна в комнате, где снимался ролик, плотно задернуты шторами, в кадр попадает мебель и техника российского производства, а на столе находится еда и напитки, которые производятся только в России, причём в Чечне (семечки «Нефть»). Высокопоставленный дипломат из представительства Евросоюза в России подтвердил, что Зелим Бакаев не пересекал в августе (и позднее) границу ни одной из стран Шенгенской зоны. При этом ролик практически сразу после его размещения на только что созданном аккаунте в YouTube появился в репортаже грозненского телевидения. Затем данную информацию подхватили крупные государственные СМИ, ранее не освещавшие тему исчезновения Зелима Бакаева. Все это дало основание журналистам и правозащитникам для объявления ролика постановочным. Министр связи Д. В. Умаров, несмотря на многочисленные нестыковки, не усомнился в подлинности ролика и высказал мнение, что Зелим Бакаев жив и рано или поздно появится.
16 октября журналисты «Новой газеты» вместе с правозащитниками впервые публично заявили о связи похищения Бакаева с кампанией массового преследовании геев в Чечне, поскольку ряд задержанных ранее жертв свидетельствовал о том, что похитители задавали им вопросы о сексуальной жизни Зелима Бакаева, прямо говоря о гомосексуальности. Ряд СМИ сообщил о возможном убийстве певца.
В начале ноября международная правозащитная организация Human Rights Watch призвала власти России найти Зелимхана Бакаева. В том же месяце Чечню посетила Уполномоченный по правам человека в РФ Т. Н. Москалькова, чтобы изучить информацию о внесудебных казнях. В итоге 22 ноября региональное управление Следственного Комитета РФ по Чечне открыло уголовное дело о похищении и убийстве человека.
В январе 2018 года родственники Зелимхана Бакаева заявили, что уже 5 месяцев ни они, ни следователи не могут его найти. После этого правозащитные организации All Out и Российская ЛГБТ-сеть начали международную кампанию по поиску певца. 17 января глава Чечни Рамзан Кадыров на совещании в Грозном заявил о возможной смерти Зелимхана Бакаева, при этом он обвинил в убийстве его родственников. Отец и друзья певца отвергли эти обвинения. Правозащитники расценили заявление Кадырова как реакцию на начавшуюся международную поисковую компанию. Правозащитники и журналисты также расценили обвинения родственников в убийстве как крайне неубедительные. На следующий день Министр нацполитики Чечни Джамбулат Умаров опроверг то, что чеченским властям известно об убийстве певца его родственниками, а слова Кадырова назвал предположением.
Ситуация с похищением Зелимхана Бакаева была подробно рассмотрена в опубликованном весной 2018 года докладе Российской ЛГБТ-сети, посвящённому преследованию ЛГБТ-людей в Чечне. В июне 2018 года правозащитник Олег Орлов поставил похищение Зелимхана Бакаева в один ряд с политическим преследованием журналиста Жалауди Гериева и правозащитника Оюба Титиева. В этом же месяце правозащитник Питер Тэтчелл устроил акцию против преследования геев в Чечне, указав на случай Бакаева как на типичный.
В августе 2018 года следствие по факту исчезновения Бакаева не продвинулось. В годовщину пропажи певца в ряде стран мира прошли акции памяти.

## Убийство
Спецдокладчик ПАСЕ, занимавшийся исследованием преследования гомосексуальных людей в Чечне, в июне 2018 года предположил, что скорее всего, Зелимхан Бакаев был убит. Согласно опубликованным позже «Новой газетой» сведениям, источники которых не раскрываются, молодой человек погиб ещё в январе 2018 года. По данным проекта СК SOS, Бакаев был убит чеченскими силовиками, его тело передали семье и приказали похоронить.